# Секвестр (медицина)
Секве́стр — участок омертвевшей ткани, свободно располагающейся среди живых тканей. Наиболее часто секвестр представляет собой некротизированный фрагмент кости при остеомиелите. Секвестрироваться может также ткань лёгкого, сухожилия, мышцы. Оставаясь в организме, секвестр постоянно поддерживает гнойное воспаление. Он может выделиться наружу самостоятельно с током гноя; в других случаях его удаляют хирургическим путём (секвестрэктомия).